# Њудејл (Ајдахо)
Њудејл (енгл. Newdale) град је у америчкој савезној држави Ајдахо.

## Демографија
По попису из 2010. године број становника је 323, што је 35 (-9,8%) становника мање него 2000. године.
| Група             | 2000.       | 2010.       |
| Белци             | 300 (83,8%) | 280 (86,7%) |
| Афроамериканци    | 1 (0,3%)    | 0 (0,0%)    |
| Азијати           | 0 (0,0%)    | 0 (0,0%)    |
| Хиспаноамериканци | 57 (15,9%)  | 41 (12,7%)  |
| Укупно            | 358         | 323         |